# Villamartín de Campos
Villamartín de Campos és un municipi de la província de Palència a la comunitat autònoma de Castella i Lleó (Espanya). Limita al nord amb Grijota, Villaumbrales i Becerril de Campos, a l'Oest amb Mazariegos i Baquerín de Campos, al Sud amb Pedraza de Campos i a l'Est amb Autilla del Pino.

## Demografia
| 1991 | 1996 | 2001 | 2004 |
| ---- | ---- | ---- | ---- |
| 176  | 171  | 148  | 134  |